# Craig Brewer
Craig Brewer (* 6. Dezember 1971 in Virginia Beach, Virginia) ist ein US-amerikanischer Film- und Fernsehregisseur und Drehbuchautor.

## Leben
Sein Debüt als Regisseur und Drehbuchautor gab Brewer im Jahr 2000 mit dem Film The Poor and Hungry. Seinen Durchbruch hatte er 2005 mit dem Film Hustle & Flow, welcher mit einem Oscar ausgezeichnet wurde. Für seine Arbeit wurde er auf dem Sundance Film Festival 2005 mit dem Publikumspreis ausgezeichnet. Es folgten verschiedene Film- und Fernsehproduktionen. So war er als Regisseur für zehn Folgen der Serie Empire und in drei Fällen als Drehbuchautor tätig. 2019 und 2021 führte er Regie bei Dolemite Is My Name und Der Prinz aus Zamunda 2 mit Eddie Murphy als Hauptdarsteller.

## Filmographie (Auswahl)

### Als Regisseur und Drehbuchautor
- 2000: The Poor and Hungry
- 2003: Resolutions of the Complacent Man
- 2005: Hustle & Flow
- 2006: Black Snake Moan
- 2011: Footloose
- 2019: Dolemite Is My Name (nur Regie)
- 2021: Der Prinz aus Zamunda 2 (Coming 2 America) (nur Regie)

### Als Drehbuchautor
- 2002: Pressure – Jagd ohne Gnade (Pressure) – Regie: Richard Gale
- 2003: Wicked Game – Ein böses Spiel (Water's Edge) – Regie: Harvey Kahn
- 2016: Legend of Tarzan (The Legend of Tarzan) – Regie: David Yates